# Jeff Wall
Jeff Wall (Vancouver, Canadà, 1946) és un fotògraf canadenc que viu i treballa a Vancouver. Es tracta d'una figura clau en l'escena artística de la seva ciutat durant molts anys. L'any 2002 fou premiat amb el prestigiós Premi Hasselblad.
Format en belles arts i en història de l'art a la University of British Columbia (Vancouver), i doctor en història de l'art al Courtald Institute de Londres, el 1977 va començar a fer fotografies en diapositives Cibachrome. Des de llavors, la seva obra ha ajudat a definir el fotoconceptualisme i l'anomenada nova objectivitat fotogràfica.
Wall tracta les seves fotografies com si fossin escenes d'una pel·lícula. Li interessa la violència urbana, el racisme, la pobresa i els conflictes de gènere i classe. El drama narratiu de les seves fotografies evoca les convencions del cinema alhora que fa referència al llenguatge de la pintura.

La mateixa idea de drama narratiu és central a la seva obra, tal com va explicar en una entrevista el 1990:
There has to be a dramatic mediation of the conceptual element in art. Without this mediation you have only concepts on the one hand and pictures on the other. Images become a decorative completion of an already fully evolved thought. They are just illustrations. So they are boring, there is no drama. But what makes dramatization possible? I think it is a program or a project that was once called la peinture de la vie moderne.

(Hi ha d'haver una mediació dramàtica de l'element conceptual en l'art. Sense aquesta mediació només queden conceptes d'una banda i imatges de l'altra. Les imatges esdevenen un complement decoratiu d'un pensament ja totalment fixat. Només són il·lustracions. Per tant, són avorrits, no hi ha drama. Però, què fa possible la dramatització? Crec que és un programa o un projecte que abans es deia la peinture de la vie moderne.)
Les mides, la composició i les imatges que recrea evoquen els tableaux vivants de la tradició pictòrica. Els seus són tableaux fotogràfics que actualitzen les tipologies pictòriques convencionals. Autor també de textos teòrics, Wall ha estat àmpliament reconegut com un dels grans renovadors de la fotografia.

## Obra
La seva obra ha ajudat a definir l'anomenat fotoconceptualisme. Les seves fotografies són sovint acuradament planificades com si fossin una escena en una pel·lícula, amb ple control de tots els detalls. Les seves composicions es troben sempre ben pensades, o prestades, a partir de pintors clàssics com Édouard Manet. Moltes de les seves imatges són grans (normalment 2X2 metres) transparències col·locades en caixes de llum. Segons el fotògraf aquesta idea li va venir durant un viatge amb autobús entre Espanya i Londres, després de veure un gran anunci publicitari muntat sobre una caixa de llum en una parada d'autobús.
Els temes tractats en les seves fotografies són socials i polítics, com ara la violència urbana, racisme, pobresa, així com conflictes de gènere i de classe.

## Anàlisi
Cal inscriure el treball de Jeff Wall en el que es coneix com a “la nova objectivitat” fotogràfica. L'art de Wall ha suposat punt d'inflexió en la fotografia de les últimes dècades. Amb una sòlida formació en la tradició pictòrica moderna i un ampli bagatge en història de l'art, Wall ha desplegat un llenguatge propi que se situa entre la tradició documental i l'straight photography. En els anys vuitanta, va començar a crear fotografies de gran format que plantejava com a tableaux fotogràfics, una pràctica que elabora imatges de realitats construïdes a partir de les tipologies pictòriques convencionals. Seguint aquest principi, Wall treballa amb actors i usa tècniques procedents del món del cinema. La posada en escena és un element central en l'obra. També ho són la noció d'imatge única, la fractura i l'al·legoria, aspectes que emulen els tableaux vivants de la pintura moderna. Jeff Wall entén la fotografia com el punt d'encontre entre dos llenguatges: el de la pintura figurativa moderna i el del cinema neorealista.
Al estiu de 2024 hi ha una exposición de l'obra de Jeff Wall al Palau de la Virreina de Barcelona.

## Obres destacades
- Dan Graham's Kammerspiel. Interview (Chris Dercon). Recorded at the house of Herman Daled in Brussels. Herman Daled's version of Suburban House. Mèdia, 1987[5]
- A Fight on the Sidewalk. Fotografia, 1994[6]
- Rear, 304 E. 25 Ave., Vancouver 9. May 1997, 1.14 & 1.17 p.m. Fotografia, 1997[7]